# Deathlike Silence Productions
Deathlike Silence Productions (DSP) foi uma gravadora independente norueguesa fundada em Oslo em 1987 (inicialmente como Posercorpse Music) com foco em black metal norueguês. DSP apoiou o renascimento do black metal no início dos anos 1990. A loja Helvete localizada em Oslo era a sede da gravadora.

## História
A gravadora foi fundada em 1987 por Øystein Aarseth, também conhecido como Euronymous, que operou a gravadora até seu assassinato em 1993. O nome foi derivado da canção da banda Sodom "Deathlike Silence" (de seu lançamento de 1986 Obsessed by Cruelty).
No início, o selo assinou principalmente bandas norueguesas, mas já em 1990 Aarseth desejava estabelecer uma filial sueca com Morgan Håkansson da banda Marduk, e em seus anos finais a gravadora também foi ampliada para outros países como o Japão.[carece de fontes?] Aarseth estava pensando em assinar com a banda grega Rotting Christ, Masacre, da Colômbia e Hadez, do Peru antes de sua morte.
Antes do fim da gravadora em 1994, planejou-se lançar o álbum de estreia da banda de gothic metal Monumentum, In Absentia Christi. Darkthrone ameaçou lançar seu segundo álbum A Blaze in the Northern Sky através do Deathlike Silence quando a Peaceville Records não o faria devido à sua mudança repentina de gênero. Voices of Wonder "assumiu a Deathlike Silence Productions após a morte de Euronymous."

## Discografia
- Merciless - The Awakening (1989)
- Burzum -Burzum (1992)
- Mayhem - Deathcrush EP (1993)
- Abruptum - Obscuritatem Advoco Amplectere Me (1993)
- Burzum - Aske EP (1993)
- Mayhem - De Mysteriis Dom Sathanas (1994)
- Enslaved - Vikingligr Veldi (1994)
- Abruptum - In Umbra Malitiae Ambulabo,In Aeternum In Triumpho Tenebraum (1994)